# Pioneer Village
Pioneer Village – miasto w Stanach Zjednoczonych, w stanie Kentucky, w hrabstwie Bullitt.